# Kivisaari (ö i Finland, Egentliga Tavastland, Tavastehus, lat 61,20, long 24,82)
Kivisaari är en ö i Finland. Den ligger i sjön Oksjärvi och i kommunen Tavastehus i den ekonomiska regionen  Tavastehus ekonomiska region  och landskapet Egentliga Tavastland, i den södra delen av landet, 110 km norr om huvudstaden Helsingfors. Öns area är 0,3 hektar och dess största längd är 90 meter i sydöst-nordvästlig riktning.